# Wrockwardine
Wrockwardine – wieś w Anglii, w hrabstwie ceremonialnym Shropshire, w dystrykcie (unitary authority) Telford and Wrekin. Leży 14 km na wschód od miasta Shrewsbury i 213 km na północny zachód od Londynu. Miejscowość liczy 276 mieszkańców.